# Inga edulis
Espèce
Inga edulis est une espèce de plantes dicotylédones de la famille des Fabaceae, sous-famille des Mimosoideae. C'est un arbre originaire d'Amérique du Sud.

## Noms vernaculaires
- Pois doux[2], pois sucré[3], pois ice-cream[4].

## Description

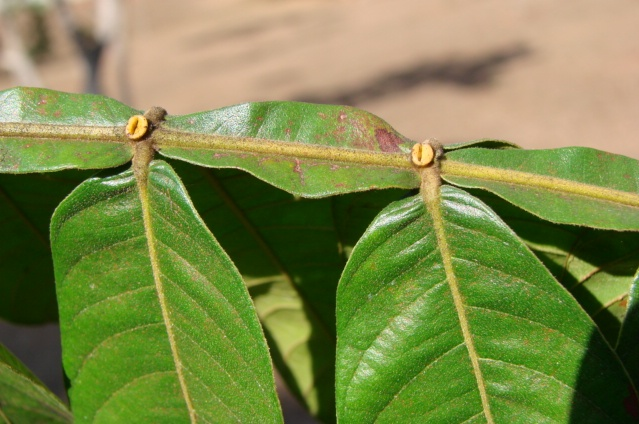
Détails d'une feuille.

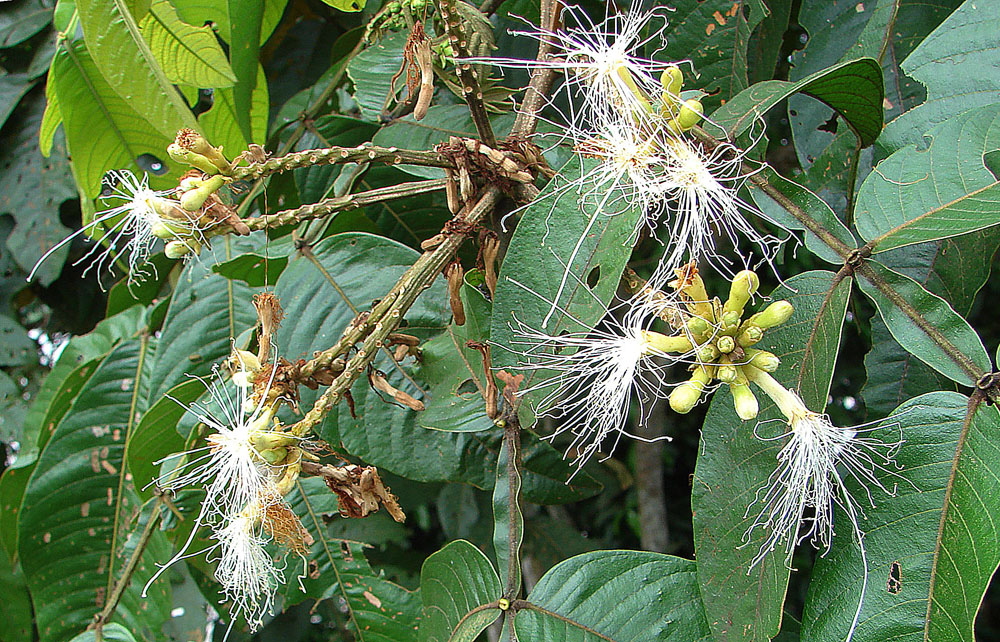
Inflorescence.

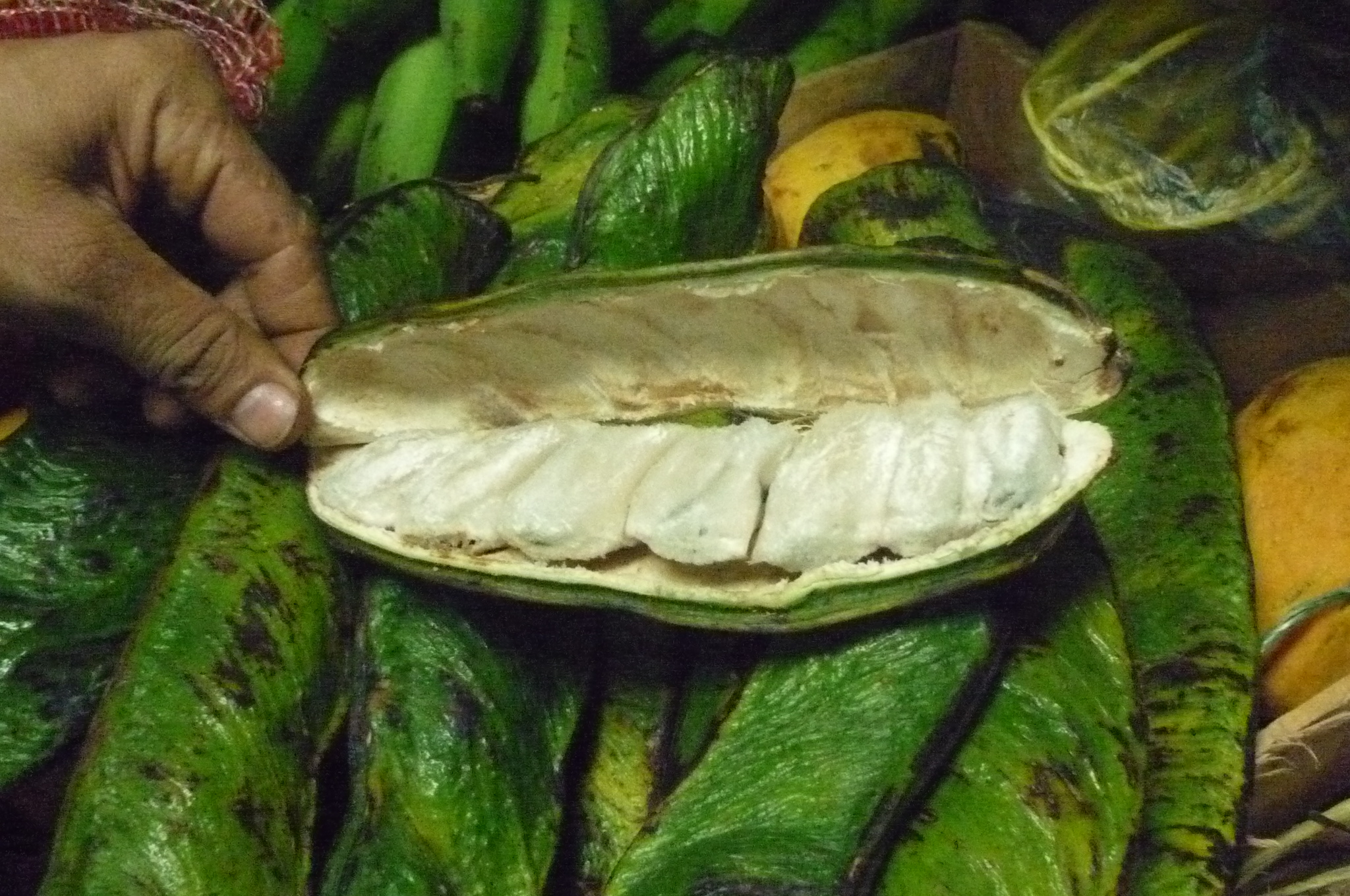
Gousse ouverte.

C'est un arbre souvent cultivé dans les régions tropicales principalement pour leurs gousses contenant une pulpe sucrée comestible ou comme arbre d'ombrage dans les plantations de caféiers ou de cacaoyers.

### Appareil végétatif
Inga edulis est un petit arbre pouvant atteindre une vingtaine de mètres de haut, à feuillage persistant formant une couronne largement étalée. Le tronc est cylindrique, souvent tordu, d'un diamètre de 30 cm ou plus, se ramifiant à partir de 1 à 2 mètres de la base.
Les feuilles, de 10 à 30 cm de long, sont composées pennées et comptent de 4 à 6 paires de grandes folioles opposées. De taille très variable, elles présentent un pétiole long de 2 à 5 cm, et un rachis ailé (l'aile s'élargissant vers l'apex) et muni d'une grosse glande à l'insertion de chaque paire de folioles. Celles-ci, de forme ovale-oblongue, acuminée à l'apex et arrondie à la base, de 7 à 16 cm de long sur 3 à 6,5 cm de large, sont portées par un pétiolule de 2 mm de long environ. Leur consistance est  parcheminée. Elles sont glabrescentes à leur face supérieure et pubérulentes à leur face inférieure, principalement sur les nervures. Elles présentent de 13 à 17 paires de nervures latérales. Les folioles de la paire terminales ont 15 cm de long environ,.

### Appareil reproducteur
Les fleurs bisexuées, odorantes, sessiles, sont à symétrie actinomorphe. Elles sont disposées en panicules denses à l'extrémité des tiges, portées par un pédoncule de 2 à 4 cm de long, ou  solitaires à l'aisselle des feuilles supérieures, ou rassemblées en inflorescences subcorymbeuses plus bas. Elles présentent un calice en tube à 5 lobes, pubérulent, blanc, strié, de 5 à 8 mm de long, une corolle soyeuse-villeuse en tube à 5 lobes de 14 à 20 mm de long, des bractées oblongues-lancéolées, de 3 à 5 mm de long, caduques à la fin de l'anthèse, et de nombreuses étamines dont les filaments sont soudés dans leur moitié inférieure, et qui peuvent atteindre 5 cm de long,.
Le fruit est une gousse tomenteuse, de couleur brune à brun-verdâtre, cylindrique, de 20 à 30 cm de long, pouvant atteindre 2 mètres de long, sur 1 à 3 cm de diamètre. Elle présente des bords très épais, sillonnés longitudinalement, à 4 angles. Cette gousse est  indéhiscente ou faiblement et tardivement déhiscente.
Les graines, noires, sont couvertes d'un arille épais, blanc formant une pulpe sucrée comestible,.

### Caryotype
Inga edulis est une espèce diploïde dont le nombre chromosomique de base est x=13 (2n = 2x = 26).

## Distribution
L'aire de répartition originelle d’Inga edulis se situe en Amérique du Sud et comprend les régions côtières de l'Atlantique du Brésil et des Guyanes, et l'est des Andes de la Colombie jusqu'au nord de l'Argentine, à des altitudes comprises entre 750 m et 1600 mètres. L'espèce semble originaire du bassin amazonien. Les pays concernés sont les suivants : Bolivie, Brésil, Colombie, Équateur, Guyana, Guyane, Pérou, Suriname, Venezuela.
L'espèce, qui est largement cultivée pour assurer l'ombrage de cultures pérennes, s'est naturalisée dans toutes les zones tropicales du continent américain, et a été introduite par la culture dans d'autres continents, notamment en Tanzanie.

## Utilisation
Inga edulis a une vaste gamme d'utilisations chez les petits agriculteurs en Amérique latine. Ses principaux produits sont les fruits et le bois de chauffage, et ses principales fonctions de service sont l'ombrage des cultures et l'amélioration des sols.
Le fruit comestible est très populaire en Amérique du Sud, où il est souvent cultivé. Les fruits sont souvent vendus aux marchés locaux.
Sur les marchés sud-américains, on peut trouver différentes espèces de pois doux : Inga edulis mais aussi Inga feuilleei et Inga spectabilis (le plus gros).
L'arbre est aussi largement utilisé pour fournir de l'ombre dans les plantations de café et de cacao ainsi qu'autour des logements, particulièrement en Amérique centrale.

## Taxinomie
L'espèce Inga edulis a été décrite pour la première fois par le botaniste allemand von Martius et publiée en 1837 dans Flora 20 (2, Beibl.): 113–114.

### Synonymes
Selon Catalogue of Life (1er août 2018)
- Feuilleea edulis (Mart.)Kuntze
- Inga benthamiana Meissner
- Inga scabriuscula Benth.
- Inga vera Kunth
- Inga vera sensu Brenan (nom mal appliqué)
- Inga ynga (Vell.) J.W.Moore
- Mimosa ynga Vell.

### Liste des variétés
Selon Catalogue of Life (1er août 2018) :
- Inga edulis var. edulis
- Inga edulis var. parviflora

## Ravageurs et maladies
L'espèce Inga edulis semble généralement très résistante aux ravageurs et maladies.
Elle est cependant susceptible d'être parasitée par diverses espèces de champignons phytopathogènes. On a signalé notamment : 
Bitzea ingae, Catacauma ingae, Fusarium semitectum var. majus, Ganoderma lucidum (pourriture de la base des tiges), Perisporium truncatum, Peziotrichum saccardinum, Phyllosticta ingae-edulis, Ravenelia ingae, Rhizoctonia solani et Uredo ingae. Ces arbres peuvent aussi être affectés par des virus provoquant des mosaïques, ainsi que par la maladie du balai de sorcière,.
L'espèce est également l'hôte d'insectes parasites, dont Anastrepha fraterculus (mouche des fruits sud-américaine), Maconellicoccus hirsutus (punaise rose de l'hibiscus). Les larves des mouches des fruits endommagent souvent le tégument des graines, en particulier à maturité tardive. Ces arbres peuvent être complètement défoliés par des chenilles de lépidoptères. Ils sont résistants aux fourmis coupeuses de feuilles.
En Équateur, Inga edulis est particulièrement sensible à l'infestation par le gui.